# Lovleg
Lovleg è una serie televisiva norvegese adolescenziale del 2018 creata da Kjersti Wøien Håland. La serie nasce sulla scia della nota serie Skam (2015-2017), dalla quale riprende tematiche e stile, ovvero il racconto della vita giornaliera di alcuni studenti attraverso il rilascio quotidiano, sul sito web ufficiale, di clip (che compongono un episodio) e anche alcuni messaggi dal punto di vista della protagonista della stagione.

## Episodi
La serie non è stata rinnovata per una terza stagione.

### Prima stagione
| Nº | Titolo originale        | Prima TV          |
| -- | ----------------------- | ----------------- |
| 1  | Velkommen til Sandane   | 23 agosto 2018    |
| 2  | Tidenes fyr             | 30 agosto 2018    |
| 3  | Hurra for meg           | 6 settembre 2018  |
| 4  | Føle det i augneblinken | 13 settembre 2018 |
| 5  | Hormon                  | 20 settembre 2018 |
| 6  | Kven som helst          | 27 settembre 2018 |
| 7  | Synleg                  | 4 ottobre 2018    |
| 8  | Haustferie              | 11 ottobre 2018   |
| 9  | Førde                   | 18 ottobre 2018   |
| 10 | Her bur                 | 25 ottobre 2018   |

### Seconda stagione
| Nº | Titolo originale | Prima TV         |
| -- | ---------------- | ---------------- |
| 1  | Gul banan        | 7 febbraio 2019  |
| 2  | Labels           | 14 febbraio 2019 |
| 3  | Vinterferie      | 21 febbraio 2019 |
| 4  | Poesi            | 28 febbraio 2019 |
| 5  | Rar veke         | 7 marzo 2019     |
| 6  | Kven sa kva?     | 14 marzo 2019    |
| 7  | Anda-Lote        | 21 marzo 2019    |
| 8  | Space            | 28 marzo 2019    |
| 9  | Surprise         | 4 aprile 2019    |
| 10 | Spegelen         | 11 aprile 2019   |

## Personaggi e interpreti

### Personaggi principali
- Gunnhild Kvam, interpretata da Kristine Horvli
- Sara Årdal, interpretata da Silje Carlsen
- Peter Andreas Helgheim, interpretato da Runar Naustdal
- Alexander Mundal Rey, interpretato da Olav Trollebø
- Luna Oksnes, interpretata da Ingrid Kayser
- Torstein Guddal, interpretato da Daniel Skadal
- Billie Eide, interpretata da Jaymarie Llego Alfanta
- Ivar Nordseth, interpretato da Magnus Henden
- David Ketema, interpretato da Alexander Roth
- Tina Indrebø, interpretata da Eiril Ugulen
- Lasse Feios, interpretato da Sondre Brandsøy